# Троицкое (Синельниковский район)
Троицкое (укр. Троїцьке) — село,
Горковский сельский совет,
Синельниковский район,
Днепропетровская область,
Украина.
Код КОАТУУ — 1224881310. Население по переписи 2001 года составляло 110 человек.

## Географическое положение
Село Троицкое находится на правом берегу реки Нижняя Терса,
выше по течению примыкает село Бурхановка,
ниже по течению на расстоянии в 1 км расположено село Горки.
По селу протекает пересыхающий ручей с запрудой.